# Skultorpsprofilen
Skultorpsprofilen är ett naturreservat i Skövde kommun i Västra Götalands län.
Området är naturskyddat sedan 1927 och är 0,05 hektar stort. Reservatet består av den så kallade Skultorpsprofilen genom en 4 meter stor kalktuff.